# Championnat de Finlande de football 1942
Navigation
Saison précédente Saison suivante
La saison 1942 du Championnat de Finlande de football était la 13e édition du championnat de première division en Finlande. 
Le championnat n'est pas joué cette saison-là. Une simple coupe avec seulement 4 clubs remplace cette compétition.
C'est le HT Helsinki qui remporte la compétition. C'est le 1er titre de champion de Finlande de l'histoire du club.

## Participants
- HT Helsinki
- VPS Vaasa
- Sudet Viipuri
- HJK Helsinki

## Résultats

### Demi-finales
| Équipe 1      | Score | Équipe 2     |
| VPS Vaasa     | 1-4   | HT Helsinki  |
| Sudet Viipuri | forf. | HJK Helsinki |

### Finale
| Équipe 1    | Score | Équipe 2      |
| HT Helsinki | 6–4   | Sudet Viipuri |